# Влада Стошић
Влада Стошић (Врање, 31. јануара 1965) је некадашњи југословенски фудбалер из Србије. Године 1991. са Црвеном звездом је освојио титулу првака Европе.
Од 2010. је био спортски директор ФК Реал Бетис. Са те функције је смењен 22. децембра 2013. године након серије лоших резултата клуба.

## Трофеји

### Црвена звезда
- Куп шампиона (1) : 1990/91.
- Интерконтинентални куп (1) : 1991.